# Estanh Long de Liat
L'estany Long de Liat es troba al costat de les antigues mines de Liat a la Val d'Aran, a 2.136 m. d'altitud. És, amb una superfície de 27 ha i una profunditat màxima de 32 m, un dels estanys grans de l'alta muntanya de Catalunya. La seva conca té una aparença particular, és un paisatge relativament pla, amb dolines naturals. Està orientada d'est a oest, amb el Tuc dera Serra Nauta just al nord i el Tuc de Mauberme (2880 m) com a punt més alt a l'est. Hi neix el riu Unhòla.

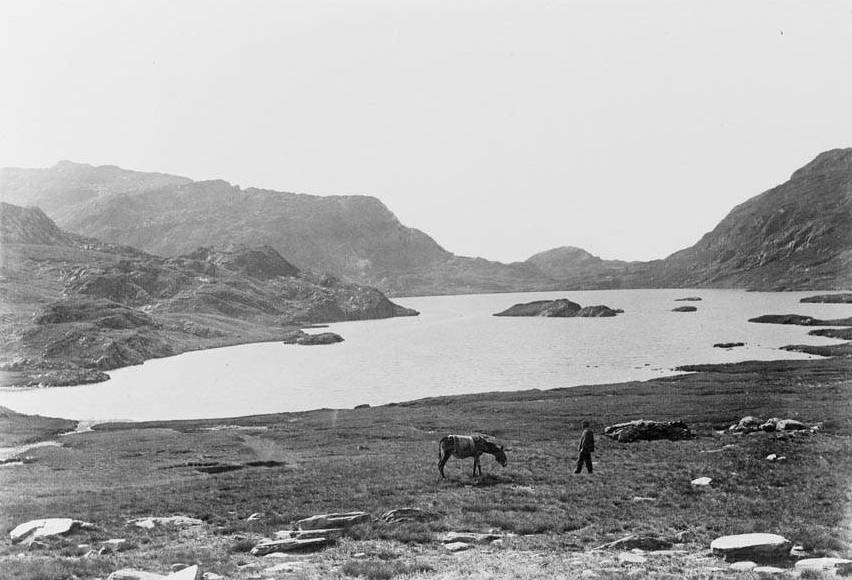
L'estany gran de Liat en una imatge d'entorn de 1907

La vegetació de la conca mostra la diversitat geològica de roques calcàries i silíciques. hi trobem neretars (matollars de Rhododendron ferrugineum), matollars prostrats de savina de muntanya (Juniperus sabina), matollars d'Empetrum hermaphroditum, prats de Carex curvula, de Festuca airoides o de F. yvesii, prats amb Festuca nigrescens, Trifolium thalii, Ranunculus gouanii, molleres de Carex davalliana i de Carex fusca. Hi ha una vegetació aquàtica relativament rica, amb espargani (Sparganium angustifolium), ranuncle aquàtic (Ranunculus aquatilis), subulària (Subularia aquatica) i Isoetes lacustris. L'estany és molt oligotròfic. S'hi han introduït dues espècies de peixos, la truita comuna (Salmo trutta) i el barb roig (Phoxinus phoxinus).
L'estat ecològic de l'estany és bo, segons la classificació de la directiva marc de l'aigua. Actualment, es troba dins de l'espai natural protegit de la Xarxa Natura 2000 del Baish Aran.